# Leendert Scheltema
Leendert Scheltema (Nes (Ameland), 7 augustus 1876 – Wateringen, 19 juli 1966) was een Nederlands kunstschilder, tekenaar en graveur.

## Levensloop
Hij was een telg uit het geslacht Scheltema en een zoon van Teunis Gabbes Scheltema en zijn vrouw Sjoerderika Wassenaar. Hij was een leerling van Constant Artz, Berend Adrianus Bongers en Albert Plasschaert. In 1903 was hij in de leer bij Jan Toorop in Katwijk aan Zee. Via Toorop maakte hij kennis met het pointillisme en het luminisme. Tegen het jaar 1917 woonde hij in Wateringen. Hij was lid van de Leidsche Kunstclub De Sphinx en de Kunstkring Delft.

## Werk
Scheltema werkte in een figuratieve stijl. Tot zijn onderwerpen behoren landschappen, genrevoorstellingen, strandgezichten, zelfportretten, figuurvoorstellingen en stillevens.
- Biografisch Portaal: 11582305
- Gemeinsame Normdatei: 1243187832
- RKD-Nederlands Instituut voor Kunstgeschiedenis: 70324
- Union List of Artist Names: 500299379
- Virtual International Authority File: 5465150325539110090001